# Nicholas Griggs
Nicholas Griggs (Newmills, 18 dicembre 2004) è un mezzofondista irlandese, campione europeo under 20 dei 3000 metri piani.

## Carriera
Griggs ha vinto i Campionati Europei U20 di atletica leggera del 2021 sui 3000 metri nel luglio 2021, Tallinn, all'età di 16 anni.
Nel febbraio 2022 ha stabilito nuovi record nazionali U20 nei 1500 e 3000 metri. Ha corso il suo primo miglio inferiore ai quattro minuti nel marzo 2022 ad Abbotstown, stabilendo contemporaneamente un nuovo record europeo U20.
Nell'ottobre 2022, Griggs ha corso il parkrun più veloce mai registrato in Irlanda. All'età di 17 anni, ha corso un percorso di cinque chilometri al Victoria Park, Belfast in 14:15. Nel dicembre 2022 ha vinto la medaglia d'argento nella competizione U20 ai Campionati Europei di Cross Country di Torino.
Nel gennaio 2023, Griggs ha corso i 3000 metri indoor in 7:54.44, a Manchester. Nel febbraio 2023, a Birmingham, Griggs ha abbassato il proprio record nazionale U20 indoor per i 1500 metri a 3: 39.94.
Nel maggio 2023, a Oordegem, Griggs ha segnato il tempo di 13.36.47 stabilendo un nuovo record nazionale U20 sui 5000 metri. Il 17 giugno 2023, ha stabilito il nuovo miglior tempo sui 1500 metri in 3: 36.09, che era un record irlandese U20 all'aperto precedentemente stabilito da Ray Flynn nel 1982. Nel luglio 2023, ha stabilito un nuovo record irlandese U20 per il miglio (3: 55.73) a Dublino. Ha anche stabilito un nuovo record irlandese U20 per i 3000 metri (7:53.24).
Nell'agosto 2023, Griggs ha vinto la medaglia d'argento nella corsa dei 3000 metri ai Campionati Europei U20, svoltisi a Gerusalemme. È stato selezionato per i 1500 metri ai Campionati mondiali di atletica leggera del 2023.
Nell'ottobre 2023, Griggs è arrivato terzo nella gara maschile all'evento Northern Ireland International Cross Country a Belfast, finendo dietro all'etiope Yohanes Asmare e allo spagnolo Ilias Fifa.
Nel dicembre 2023, ha vinto il bronzo nella gara individuale U20 dei Campionati Europei di Cross Country 2023 a Bruxelles, finendo dietro Niels Laros e Axel Vang Christensen. La sua squadra irlandese ha vinto l'oro nella competizione U20 durante l'evento. 

## Vita privata
Da Newmills, nella contea di Tyrone, Griggs è stato nominato caposcuola della Cookstown High School. Aveva un fratello maggiore chiamato Josh che morì in un incidente nel 2021.
Appassionato giocatore della GAA, ha giocato per il Brackaville Owen Roes GFC dall'età di cinque anni. Ha stabilito i record irlandesi U18, correndo in 14:15.98 per i 5.000 metri e vincendo il titolo nazionale U18 dei 3.000 metri a Santry, in 8:11.15.
Griggs ha corso per il Mid Ulster AC nella contea di Tyrone prima di passare al Candor Track Club di Belfast, dove è allenato da Mark Kirk.

## Palmarès
| Anno | Manifestazione   | Sede        | Evento       | Risultato | Prestazione | Note |
| ---- | ---------------- | ----------- | ------------ | --------- | ----------- | ---- |
| 2021 | Europei U20      | Tallinn     | 3000 m piani | Oro       | 8'17"18     |      |
| 2021 | Europei di cross | Dublno      | Corsa U20    | 16º       | 18'42"      |      |
| 2022 | Mondiali U20     | Cali        | 3000 m piani | 9º        | 8'04"42     |      |
| 2022 | Europei di cross | Torino      | Corsa U20    | Argento   | 17'41"      |      |
| 2022 | Europei di cross | Torino      | Squadre      | Argento   | 17 p.       |      |
| 2023 | Europei U20      | Gerusalemme | 3000 m piani | Argento   | 8'45"69     |      |
| 2023 | Mondiali         | Budapest    | 1500 m piani | Batteria  | 3'40"72     |      |
| 2023 | Europei di cross | Bruxelles   | Corsa U20    | Bronzo    | 16'24"      |      |
| 2023 | Europei di cross | Bruxelles   | Squadre      | Oro       | 22 p.       |      |
| 2024 | Europei          | Roma        | 1500 m piani | Batteria  | 3'46"66     |      |
| 2024 | Europei di cross | Antalya     | Corsa U23    | Argento   | 18'28"      |      |
| 2025 | Europei U23      | Bergen      | 5000 m piani | Argento   | 13'45"80    |      |

## Campionati nazionali
2021
- Argento ai campionati irlandesi under-20, 1500 m piani - 3'53"54

2022
- 5º ai campionati irlandesi, 1500 m piani - 4'00"90
- Argento ai campionati irlandesi indoor, 3000 m piani - 8'05"83
- Oro ai campionati irlandesi under-20, 3000 m piani - 8'17"24

2023
- Argento ai campionati irlandesi, 1500 m piani - 3'40"64
- Argento ai campionati irlandesi indoor, 3000 m piani - 7'55"75

2024
- Argento ai campionati irlandesi indoor, 1500 m piani - 3'49"15
- 7º ai campionati irlandesi di corsa campestre - 23'48"

## Altre competizioni internazionali
2024
- 10º ai London Anniversary Games ( Londra), 3000 m piani - 7'36"59
- 7º al Weltklasse Zürich ( Zurigo), 3000 m piani - 7'43"44